# (116903) Jeromeapt
(116903) Jeromeapt est un astéroïde de la ceinture principale.

## Description
(116903) Jeromeapt est un astéroïde de la ceinture principale. Il fut découvert le 11 avril 2004 à Wrightwood par James Whitney Young. Il présente une orbite caractérisée par un demi-grand axe de 2,45 UA, une excentricité de 0,17 et une inclinaison de 1,5° par rapport à l'écliptique.

## Compléments